# 斯珀西波斯

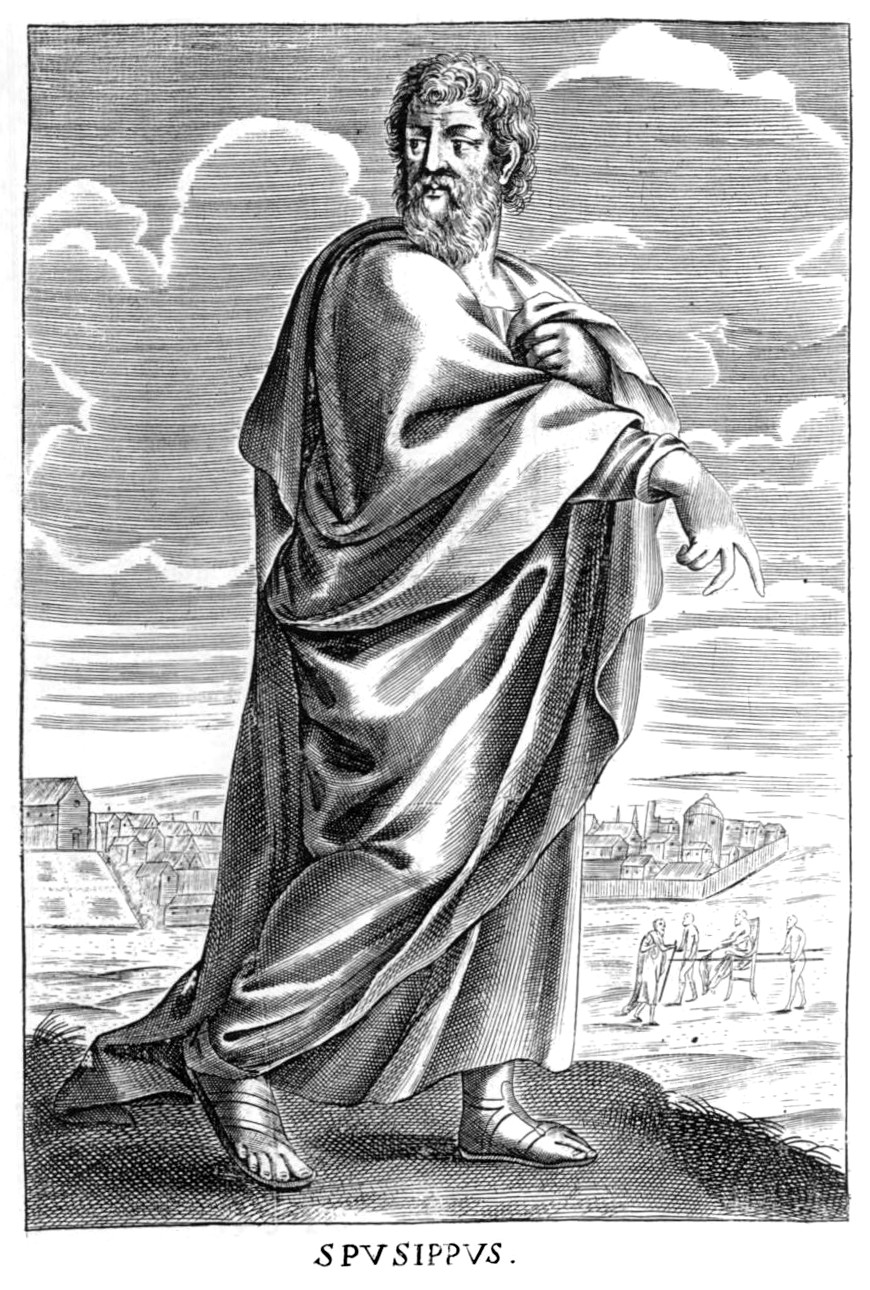

斯珀西波斯（Speusippus，—前338年）是位古希臘哲學家。前347年柏拉圖去世後，斯珀西波斯成為柏拉图学院（前387年建立）的繼承者。
他居住在那八年之久，並以過著放蕩浪費的生活聞名。柏拉圖本試圖遏止他的惡習，但並沒成功。後來其是死於自殺或是某種慢性萎縮病。
他認為沒有意識到其他所有的知識要懂得每件事物是不可能的，反對懷疑主義。
雖然其支持柏拉圖的論述，但根據希臘作家第欧根尼·拉尔修的記載，他反對柏拉圖理論的形式。